# ロバート・カリュー (初代カリュー男爵)

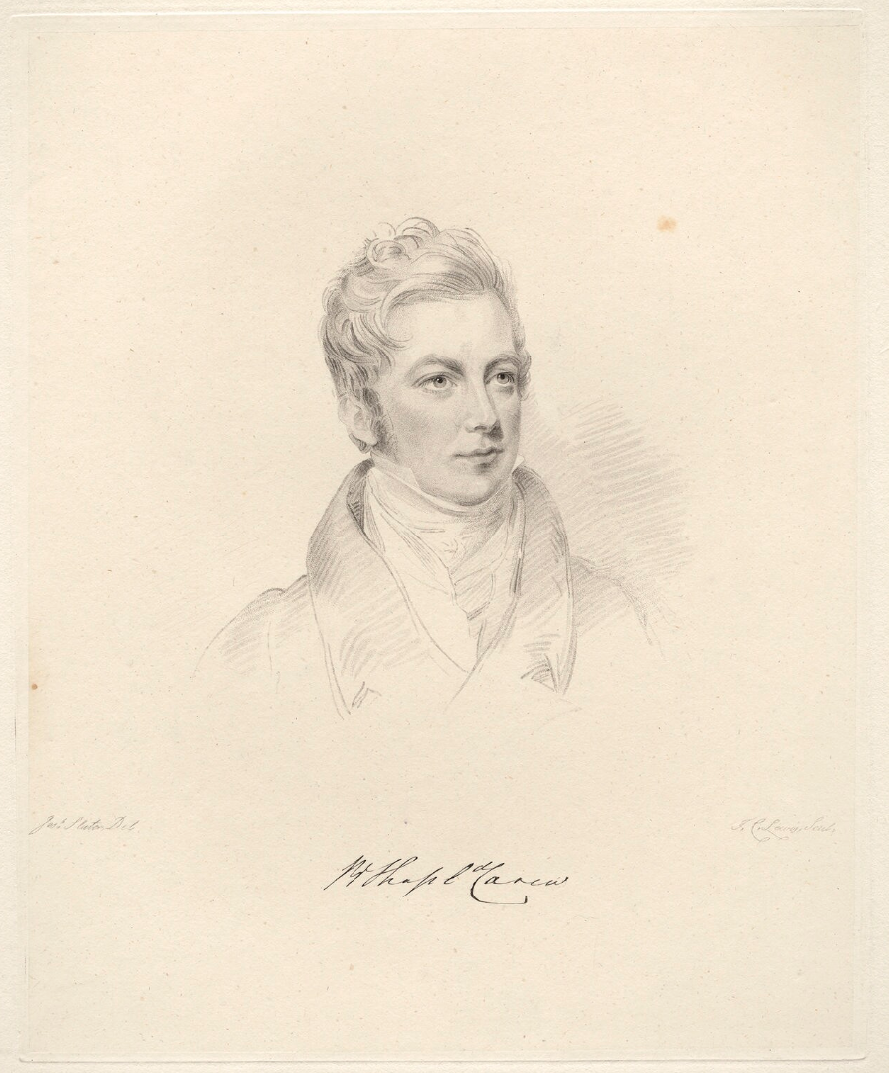
初代カリュー男爵、1826年またはそれ以降。

初代カリュー男爵ロバート・シャップランド・カリュー（英語: Robert Shapland Carew, 1st Baron Carew KP、1787年3月9日 ダブリン – 1856年6月2日 カースルボロ）は、イギリスの政治家、貴族。庶民院議員（在任：1812年 – 1830年、1831年 – 1834年）を務めた。

## 生涯
ロバート・シャップランド・カリュー（1752年6月20日 – 1829年3月29日）と妻アン（Anne、旧姓ピゴット（Pigott）、リチャード・ピゴットの娘）の息子として、1787年3月9日にダブリンで生まれた。1799年から1802年までイートン・カレッジで教育を受けた後、1804年10月24日にオックスフォード大学クライスト・チャーチに入学した。1807年から1808年までエディンバラ大学で教育を受けたともされるが、『英国議会史』では定かではないとしている。
ウェックスフォード県の治安判事としても評価され、1816年には同県での情勢不安への対処をアイルランド主席政務官ロバート・ピールから評価された。1812年イギリス総選挙でカウンティ・ウェックスフォード選挙区から出馬した。現職議員アベル・ラムは選挙戦に挑める資金がなかったため撤退し、有力者の第2代イーリー侯爵ジョン・ロフタスは前回の選挙で政府からの褒賞がなかったことに失望して介入せず、カリューは無投票で当選した。1813年3月1日の初演説でカトリック解放への支持を表明して、以降カトリック解放には常に賛成票を投じた。1817年2月に人身保護法停止に反対票を投じ、1818年4月と1819年5月にアイルランドにおける窓税法案への反対演説をして、1819年3月に刑法改革への賛成票を投じた。同年にペンリン選挙区の腐敗が露見すると、選挙区の改革に賛成票を投じた。
1818年イギリス総選挙ではともに貴族の相続人であるヴァレンティア子爵ジョージ・アーサー・アンズリーとストップフォード子爵ジェームズ・トマス・ストップフォードが政府の支持を受けた候補として出馬、シーザー・コルクラウ（Ceasar Colclough）と現職議員であるカリュー（ともにホイッグ党候補）との選挙戦に挑んだ。ヴァレンティア子爵の父第2代マウントノリス伯爵ジョージ・アンズリーはコルクラウとカリューが手を組んだことで、イーリー侯爵の票がヴァレンティア子爵とストップフォード子爵に流れると予想したが、実際に勝敗を決したのはカトリックの票であり、カリュー（3,287票）とコルクラウ（3,179票）が当選した。1820年イギリス総選挙ではカリューとコルクラウが再選を目指し、ストップフォード子爵が再び選挙戦に挑んだが、選挙の1週間前にコルクラウが撤退してヴァレンティア子爵への支持を表明、さらにヴァレンティア子爵が選挙の前日に撤退したことでカリューとストップフォード子爵が無投票で当選した。後に判明したところでは、ヴァレンティア子爵が立候補を堅持していれば、ストップフォード子爵には撤退の用意があったという。1826年イギリス総選挙に向けた準備ではホイッグ党のアーサー・チチェスターが立候補を模索して、カリューと手を組もうとしたが、カリューに拒否され、さらにマウントノリス伯爵からも支持されなかったことで撤退、またヴァレンティア子爵も出馬しなかった。チチェスターは選挙におけるカトリック候補者の排除を批判したが、当選の望みが薄いことには変わらず、カリューとストップフォード子爵が無投票で再選した。この出来事について、現地のカトリック系新聞では「県の独立性、1818年の原則」（Independence of the county, spirit of 1818）が失われたと批判した。
1820年以降もカトリック解放と選挙法改正への賛成を続け、前者には1821年2月、1825年3月、1825年4月、1825年5月、1827年3月、1828年5月、1829年3月に賛成票を投じ、後者には1822年4月、1823年4月に賛成票を投じた。それ以外ではアイルランドにおける十分の一税の改革請願を提出（1822年5月）、アイルランドにおける人身保護法停止を批判（1825年2月）、クラレンス公ウィリアムへの年金法案に賛成（1827年3月）、審査法廃止に賛成（1828年2月）、ユダヤ人解放法案に賛成（1830年5月）、貨幣偽造の死刑廃止に賛成した（1830年6月）。1830年初に腐敗が露見したイースト・レッドフォード選挙区の改革が討議されたとき、1830年2月にバーミンガム、リーズ、マンチェスター選挙区の設立に賛成票を投じ、3月にイースト・レッドフォード選挙区を廃止して議席をバーミンガムに移動する提案にも賛成票を投じた。
1830年イギリス総選挙では家庭と議会登院を両立できないとして、当選確実でありながら不出馬を表明した。不出馬表明に対し、ホイッグ党内閣であるグレイ伯爵内閣では首相をはじめ複数の閣僚から議会活動を感謝され、再度の立候補を期待された。1831年イギリス総選挙でも出馬しなかったが、第1回選挙法改正に賛成したヘンリー・ランバート（Henry Lambart）候補を支持して、ランバートを当選させた。
1831年10月7日にウェックスフォード統監に任命され、から1856年に死去するまで務めた。同時期にウェックスフォード選出の議員アーサー・チチェスター（ホイッグ党所属）が叙爵を受けて貴族院に移籍すると、補欠選挙が行われることになったが、カリューはトーリー党が補欠選挙で議席奪回を目指していることを知ると自ら出馬し、トーリー党は候補者を出さずカリューの無投票当選を許した。2度目の議員期においてもホイッグ党政権を支持し、1832年イギリス総選挙で得票数1位で再選した後、1834年6月13日にアイルランド貴族であるウェックスフォード県におけるカリュー男爵に叙された。
1838年戴冠式記念叙勲において、1838年7月9日に連合王国貴族であるウェックスフォード県におけるカースルボロのカリュー男爵に叙された。1851年11月18日、聖パトリック勲章を授与された。
1856年6月2日にカースルボロで死去、長男ロバート・シャップランドが爵位を継承した。

## 家族
1816年11月16日、ジェーン・キャサリン・クリフ（Jane Catherine Cliffe、1798年12月 – 1901年11月12日、アンソニー・クリフの娘）と結婚、2男2女をもうけた。
- ロバート・シャップランド（1818年1月28日 – 1881年9月9日） - 第2代カリュー男爵[11]
- アン・ドロシア（1822年12月[12] – 1909年4月6日） - 1851年10月7日、ジョン・デイヴィス・ギルバート（英語版）（1854年4月16日没）と結婚、子供あり[11]
- エレン・ジェーン（1824年12月[12] – 1902年9月12日） - 1846年7月29日、チャールズ・グリン・プリドー＝ブルン（Charles Glynne Prideaux-Brune、1907年10月16日没）と結婚、子供あり[11]
- シャップランド・フランシス（Shapland Francis、1827年2月19日 – 1892年6月6日） - 陸軍軍人。1858年8月7日、ヘスター・ジョージアナ・ブラウン（Hester Georgiana Browne、1925年1月10日没、第2代スライゴ侯爵ハウ・ピーター・ブラウンの娘）と結婚、子供あり。第5代カリュー男爵ジェラルド・シャップランド・カリュー（英語版）の父[11]